# Antoine-Jean Gros

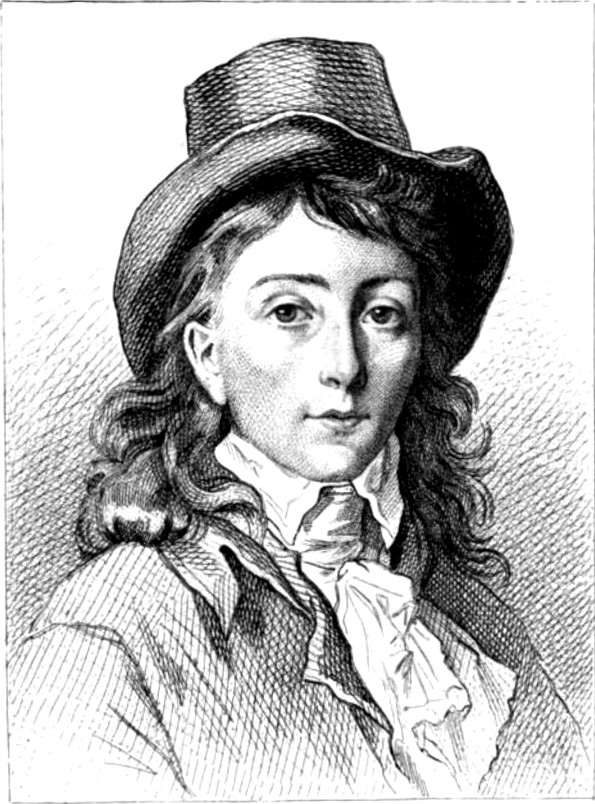
Antoine-Jean Gros

Baronul Antoine-Jean Gros (n. 16 martie 1771, Paris, Regatul Franței – d. 25 iunie 1835, Meudon, Seine-et-Oise, Franța) a fost un pictor francez, reprezentant al clasicismului. Gros a devenit cunoscut prin picturile sale istorice, care reprezintă scene din timpul lui Napoleon I. Tatăl său Jean Antoine Gros (1732–1786) este un pictor cunoscut prin picturile sale miniaturale. Printre picturile mai renumite ale lui Antoine-Jean Gros, se numără  Bătălia de la Wagram, Bătălia de la Quatre Bras.

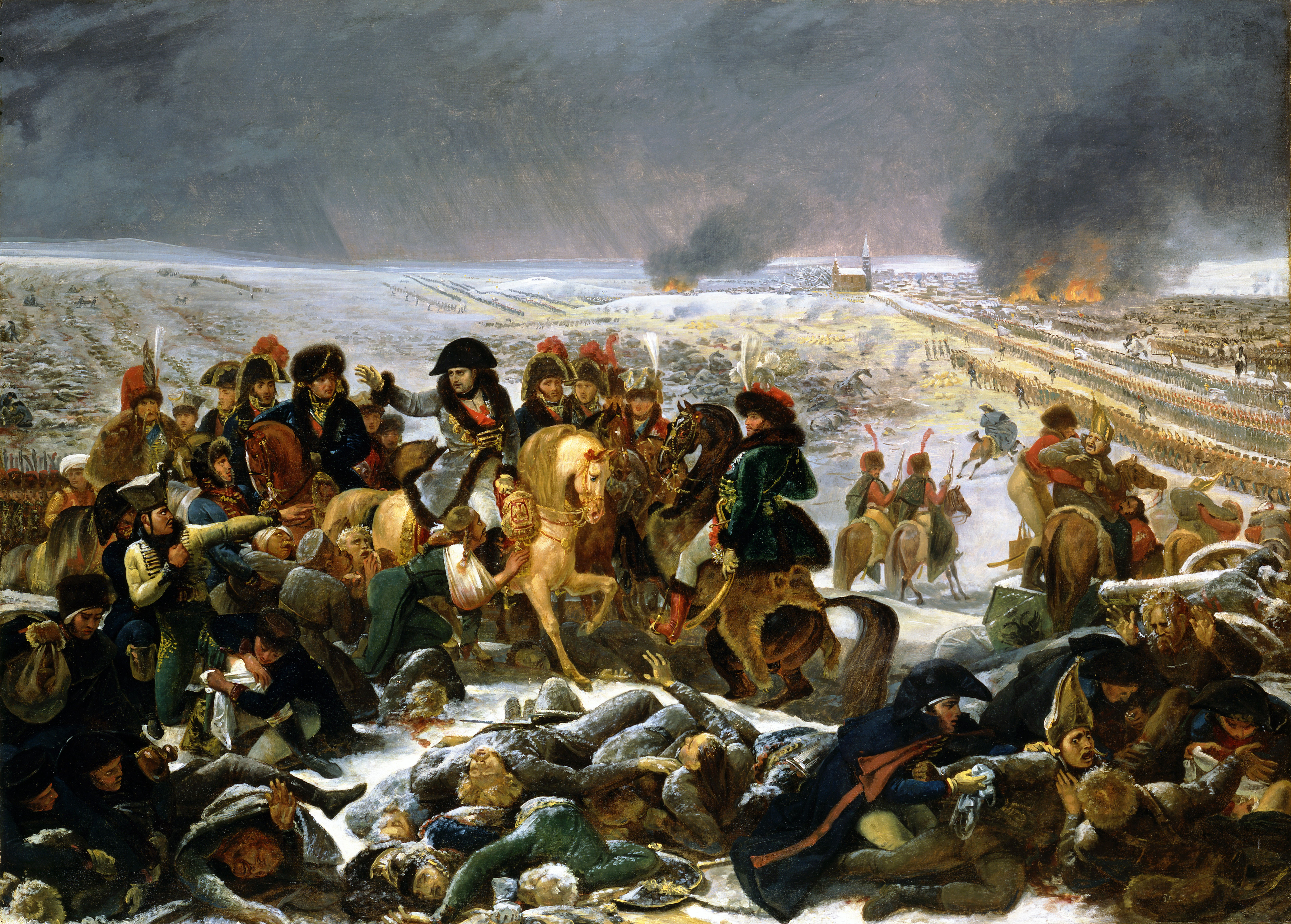
Bătălia de la Eylau